# Лена Тэ
Ле́на Тэ (настоящее имя Еле́на Вале́рьевна Ту́зова; род. 16 апреля 1975 года, Колпино, Колпинский район РСФСР) — российская виолончелистка, певица, композитор, основатель одноимённого сольного проекта (также известного как «Лена Тэ & Хорошие Парни»), куда входят гитарист Стас Березовский и продюсер, клавишник, автор текстов и музыки Евгений Дороган.
В качестве сессионного и концертного музыканта сотрудничала с рядом известных российских рок-групп(в основном из Санкт-Петербурга): «Сплин», «Пилот», «Декабрь», «О.S.A.», «Сонце-Хмари», «Король и Шут», «Разные люди», «Кафе», «Вереск» и «Чиж» и др.

## Биография
Музыкой начала заниматься с семи лет. Окончила музыкальную школу по классу виолончели. Поступила в музыкальное училище им. Мусоргского.
С 16 лет стала выступать с группами. Изначально как певица. По собственным словам: «Я начала петь, нигде этому не обучаясь. Мне никогда не ставили голос, никогда не занималась вокалом, тем более эстрадным. Просто начала петь». В качестве вокалистки и виолончелистки пробовала себя в группе «БТ», играющей панк-рок. Потом принимала участие в ретро-командах. Первую профессиональную запись сделала в 1998 году с группой «СТДК» — песня «Лето пролетело», снялась в клипе на эту песню. Выступая в «СТДК», получила псевдоним Лена Тэ.
В марте 1999 года основала собственный проект «Лена Тэ», в который вошли гитарист группы Сплин Стас Березовский; соавтор текстов и музыки, и продюсер Евгений Дороган; клавишник и аранжировщик Николай Ростовский. Евгений и Николай также ранее сотрудничали с группой «Сплин». Новая группа записала несколько композиций на студии Николая Ростовского. Отличительной особенностью проекта стало использование виолончели как солирующего инструмента. Первый сольный концерт состоялся 6 марта в клубе «Mad Wave». В том же месяце песни «Более чем ты» и «Виниловые облака» стали звучать на нескольких питерских радиостанциях. В интервью того периода она сказала, что намеревается играть «в стиле фанк, соул. Естественно, с элементами классики. Это будет синтез современной и классической музыки. Последнюю и будет представлять виолончель».
Занявшись сольной карьерой, продолжала быть участницей «СТДК», кроме того, участвовала в проекте «Деньги пополам» в стиле регги. Записывалась в качестве певицы вместе с группой «Стрит-бойз». Записала партию бэк-вокала для песни группы Сплин «Мотоциклетная цепь».
В 2000 году окончила Санкт-Петербургскую консерваторию им. Римского-Корсакова по специальности «Исполнитель. Руководитель ансамбля. Преподаватель».
В июне того же года песня «Лепрекон» вышла на сборнике журнала «FUZZ». А клип на песню «Более, чем ты» был ротирован на MTV, NBN, 6 канале и 36 канале.
В январе 2000 года покинула «СТДК» в результате конфликта с её участниками, заявив 16 января на пресс-конференции в клубе Сайгон: «если группа не перепишет свою так называемую живую программу, то мы подадим в суд». По её словам «Мне не хотелось обливать грязью моих бывших коллег, мне лишь хотелось справедливости в мире фанерных героев <…> Зато последующие события меня очень порадовали: парни спешно переписали мои вокалы (чего я и добивалась), собрали собственную пресс-конференцию, на которой предъявили собравшимся новую вокалистку (тут же наградили её титулом ДИВА, в общем, молодцы)».
В феврале 2001 года выходит первый мини-альбом «Просто?!». В июле 2001 года появляется ещё один видеоклип на песню «Всадник без головы».
В 2002 году к Лене, Стасу и Евгению присоединились Сергей Бороздин — гитара, Владлен Воеводин — бас и Владимир Круговенко — барабаны, после чего на протяжении четырёх лет коллектив работал над альбомом «Любови», который был готов к 2004-му году.
С 2002 года начала сотрудничать с Олегом Куваевым, давним другом группы Сплин. Музыка, записанная коллективом Лена Тэ появилась в его мультфильмах про Масяню.
В 2005 году Лена приняла участие в проекте «Нечётный воин», а также «Коктейль для композитора» к 75-ти летию А. П. Петрова.
Награждена грамотами Комитета по внешним связям и туризму за участие в днях Санкт-Петербурга в Турку в 2005 году.
В 2006 году признана лучшим исполнителем на смычковых инструментах по версии журнала «Музыкант».
В сентябре 2010 года Лена Тэ получила приглашение от группы «Король и Шут» принять участие в гастрольном туре «Театр Демона». В период с ноября 2010 по май 2011 года дала в составе группы 39 концертов в 36 городах России и Ближнего Зарубежья. После четвёртого концерта в Барнауле кто-то украл ноты, и Лене пришлось играть по памяти. На одном из концертов Михаил Горшенёв назвал её «Матушкой». «Музыканты подхватили. Теперь я „Мать Елена“, а иногда просто — „Мать“».
По поводу сольного проекта в 2011 году сказала: «Я бы сказала, что у нас творческий кризис. Просто идея перестала цеплять. Я чувствовала, что последний год-полтора мы топчемся на месте. Мы записали „Киперорт“ и „Облако“, а дальше произошла какая-то остановка. И сейчас мне проще купить электро-виолончель, сменить слегка имидж и „вдарить“ по электричеству в другой группе (смеется), чем тащить свой проект через „не могу“!»

## Альбомы
Лена Тэ
- «Просто?» (2001)
- «Любови» (2005)
- «Патока» (2009)

КняZz
- Письмо из Трансильвании (2011)
- Роковой карнавал (2013)
- Магия Калиостро (2014)
- Предвестник (2015)

Другое
- СТДК — Сны (1997)
- Сплин — Альтависта (1999)
- Хохляцькій рок-н-ролл — Сонце-Хмари (2003)
- Алексей Рыбин — Эстетика (2004)
- Пилот — Ч/б (2006)
- Король и Шут — Продавец кошмаров (2006)
- Сплин — Раздвоение личности (2007)
- Разные Люди — Дороги (2008)
- Кафе — Три часа ночи (2010)
- Король и Шут — TODD. Акт 2. На краю (2012)
- Кафе — Асимметрия (2012)
- Северный Флот — Всё Внутри (2014)